# Grand Prix-wegrace der Naties 1952
De Grand Prix-wegrace der Naties 1952 was de zevende race van het wereldkampioenschap wegrace voor motorfietsen in dit seizoen. De races werden verreden op 14 september op het Autodromo Nazionale di Monza nabij Monza in de Italiaanse regio Lombardije. In deze Grand Prix kwamen alle klassen aan de start, maar de wereldtitels in de 350cc-klasse en de 125cc-klasse waren al eerder beslist. De 350- en de 250cc-klasse reden hun laatste race en daarom werd de 250cc-wereldtitel in deze Grand Prix beslist.

## Algemeen
De Italiaanse GP werd verreden voor 100.000 toeschouwers, die bijna uitsluitend Italiaanse machines zagen winnen. De enige uitzondering daarop was de 350cc-klasse, die uitsluitend Britse machines aan de start kreeg en die werd gewonnen door Norton.

## 500cc-klasse
De eerste overwinning van de MV Agusta 500 4C met Les Graham bracht de spanning in de 500cc-klasse weer helemaal terug. Umberto Masetti (Gilera) werd tweede en bleef nipt aan de leiding van het wereldkampioenschap, maar Reg Armstrong (Norton) kon nog makkelijk wereldkampioen worden en Graham met enig geluk ook. Rod Coleman (AJS) kon nog wel op 23 punten komen, maar moest daar dan nog twee punten als streepresultaat vanaf trekken, dus hij was kansloos voor de titel. Opmerkelijk was de grote voorsprong van bijna een minuut waarmee Graham de race won. Ook opvallend was het verschil van slechts 0,6 seconde tussen Masetti en Nello Pagani, waarschijnlijk als gevolg van stalorders. Als Pagani tweede was geworden hadden Armstrong en Masetti samen aan de leiding van het WK gestaan.
| Pos | Coureur                  | Merk      | Ronden | Tijd      | Punten |
| --- | ------------------------ | --------- | ------ | --------- | ------ |
| 1   | Les Graham               | MV Agusta | 32     | 1:10"40'3 | 8      |
| 2   | Umberto Masetti          | Gilera    | 32     | +58'4     | 6      |
| 3   | Nello Pagani             | Gilera    | 32     | +59'0     | 4      |
| 4   | Carlo Bandirola          | MV Agusta |        |           | 3      |
| 5   | Giuseppe Colnago         | Gilera    |        |           | 2      |
| 6   | Reg Armstrong            | Norton    |        |           | 1      |
| 7   | Jack Brett               | AJS       |        |           |        |
| 8   | Libero Liberati          | Gilera    |        |           |        |
| 9   | Robin Sherry             | AJS       |        |           |        |
| 10  | Martino Giani            | MV Agusta |        |           |        |
| 11  | Enrico Galante           | Norton    |        |           |        |
| 12  | Francesco Guglielminetti | MV Agusta |        |           |        |
| 13  | Javier de Ortueta        | Norton    |        |           |        |

| Coureur        | Merk      | Oorzaak |
| -------------- | --------- | ------- |
| Auguste Goffin | Norton    |         |
| Bill Lomas     | MV Agusta |         |
| Rod Coleman    | AJS       |         |
| Ray Amm        | Norton    |         |

| Coureur           | Merk            | Oorzaak  |
| ----------------- | --------------- | -------- |
| Ken Kavanagh      | Norton          |          |
| Hans Baltisberger | BMW             |          |
| Bill Doran        | AJS             | Blessure |
| Cromie McCandless | Norton / Gilera |          |
| Geoff Duke        | Norton          | Blessure |
| John Surtees      | Norton          |          |
| Phil Carter       | Norton          |          |
| Syd Lawton        | Norton / AJS    |          |

### Top tien tussenstand 500cc-klasse
| Pos | Coureur           | Merk            | Ptn |
| --- | ----------------- | --------------- | --- |
| 1   | Umberto Masetti   | Gilera          | 22  |
| 2   | Reg Armstrong     | Norton          | 20  |
| 3   | Les Graham        | MV Agusta       | 17  |
| 4   | Rod Coleman       | AJS             | 15  |
| 5   | Jack Brett        | AJS             | 14  |
| 6   | Geoff Duke        | Norton          | 12  |
| 7   | Ken Kavanagh      | Norton          | 10  |
| 8   | Ray Amm           | Norton          | 9   |
| 8   | Cromie McCandless | Norton / Gilera | 9   |
| 8   | Nello Pagani      | Gilera          | 9   |

## 350cc-klasse
Ray Amm was hersteld van de verwondingen die hij tijdens de Grand Prix van Duitsland had opgelopen en hij won de eerste WK-race van zijn carrière met een halve minuut voorsprong op de AJS-rijders Rod Coleman en Robin Sherry. Die maakten er wel een spannende race van, want ze eindigden met slechts 0,1 seconde verschil. Roland Schnell zette voor het eerst zijn zelfgebouwde Schnell-Horex in en scoorde één punt.
| Pos | Coureur           | Merk          | Ronden | Tijd    | Punten |
| --- | ----------------- | ------------- | ------ | ------- | ------ |
| 1   | Ray Amm           |               | 24     | 57"43'6 | 8      |
| 2   | Rod Coleman       | AJS           | 24     | +31'5   | 6      |
| 3   | Robin Sherry      | AJS           | 24     | +31'6   | 4      |
| 4   | Jack Brett        | AJS           |        |         | 3      |
| 5   | Auguste Goffin    | Norton        |        |         | 2      |
| 6   | Roland Schnell    | Schnell-Horex |        |         | 1      |
| 7   | Charles Bruguière | AJS           |        |         |        |
| 8   | Sid Mason         | Velocette     |        |         |        |
| 9   | Arthur Wick       | AJS           |        |         |        |
| 10  | Guy Newman        | Velocette     |        |         |        |
| 11  | Leopold Zöchling  | AJS           |        |         |        |
| 12  | Whelan            | Norton        |        |         |        |
| 13  | Norman Webb       | Velocette     |        |         |        |

| Coureur    | Merk   | Oorzaak  |
| ---------- | ------ | -------- |
| Geoff Duke | Norton | Blessure |

| Coureur       | Merk         |
| ------------- | ------------ |
| Ernie Ring    | AJS          |
| Ken Kavanagh  | Norton       |
| Ewald Kluge   | DKW          |
| Bill Lomas    | AJS          |
| George Brown  | AJS          |
| Les Graham    | Velocette    |
| Mike O'Rourke | AJS          |
| Syd Lawton    | AJS / Norton |
| Reg Armstrong | Norton       |

### Top tien eindstand 350cc-klasse
| Pos | Coureur       | Merk         | Ptn     |
| --- | ------------- | ------------ | ------- |
| 1   | Geoff Duke    | Norton       | 32      |
| 2   | Reg Armstrong | Norton       | 24 (31) |
| 3   | Ray Amm       | Norton       | 21      |
| 4   | Rod Coleman   | AJS          | 20 (24) |
| 5   | Ken Kavanagh  | Norton       | 16      |
| 6   | Jack Brett    | AJS          | 12 (13) |
| 7   | Bill Lomas    | AJS          | 9       |
| 8   | Syd Lawton    | AJS / Norton | 7       |
| 9   | Robin Sherry  | AJS          | 4       |
| 10  | Ernie Ring    | AJS          | 3       |

(Punten tussen haakjes zijn inclusief streepresultaten)

## 250cc-klasse
Nadat Werner Haas met de NSU Rennfox de 125cc-race van de Duitse GP had gewonnen, maakte hij er met de NSU Rennmax een spannende race van. Er was een finishfoto nodig om te bepalen dat Enrico Lorenzetti met zijn Moto Guzzi Gambalunghino had gewonnen, terwijl Fergus Anderson slechts 1 seconde moest toegeven.
| Pos | Coureur           | Merk            | Ronden | Tijd    | Punten |
| --- | ----------------- | --------------- | ------ | ------- | ------ |
| 1   | Vlag van Italië   | Vlag van Italië | 20     | 50"07'2 | 8      |
| 2   | Werner Haas       | NSU             | 20     | +0'0    | 6      |
| 3   | Fergus Anderson   | Moto Guzzi      | 20     | +1'0    | 4      |
| 4   | Alano Montanari   | Moto Guzzi      |        |         | 3      |
| 5   | Roberto Colombo   | NSU             |        |         | 2      |
| 6   | Bruno Francisci   | Moto Guzzi      |        |         | 1      |
| 7   | Hermann Gablenz   | Horex           |        |         |        |
| 8   | Ermano Ozino      | Moto Guzzi      |        |         |        |
| 9   | Felice Benasedo   | Moto Guzzi      |        |         |        |
| 10  | Bruno Böhrer      | Parilla         |        |         |        |
| 11  | Guido Paciocca    | Moto Guzzi      |        |         |        |
| 12  | A. Nowe           | Parilla         |        |         |        |
| 13  | Braun             | Parilla         |        |         |        |
| 14  | Gotthilf Gehring  | Moto Guzzi      |        |         |        |
| 15  | Lanfranco Baviera | Moto Guzzi      |        |         |        |
| 16  | Angelo Marelli    | Moto Guzzi      |        |         |        |
| 17  | Rupert Hollaus    | Moto Guzzi      |        |         |        |
| 18  | Bill Webster      | Velocette       |        |         |        |
| 19  | Adelmo Mandolini  | Moto Guzzi      |        |         |        |
| 20  | Guy Newman        | Rudge           |        |         |        |
| 21  | Norman Webb       | Rudge           |        |         |        |

| Coureur    | Merk       | Oorzaak |
| ---------- | ---------- | ------- |
| Tommy Wood | Moto Guzzi |         |

| Coureur     | Merk       | Oorzaak  |
| ----------- | ---------- | -------- |
| Bruno Ruffo | Moto Guzzi | Blessure |

| Coureur            | Merk                |
| ------------------ | ------------------- |
| Ewald Kluge        | DKW                 |
| Hein Thorn-Prikker | Moto Guzzi          |
| Rudi Felgenheier   | DKW                 |
| Arthur Wheeler     | Moto Guzzi          |
| Benny Rood         | Velocette           |
| Les Graham         | Benelli / Velocette |
| Maurice Cann       | Moto Guzzi          |
| Ray Petty          | Norton              |
| Ron Mead           | Velocette           |
| Syd Lawton         | Moto Guzzi          |
| Nino Grieco        | Parilla             |
| Sieb Postma        | Moto Guzzi          |

### Top tien eindstand 250cc-klasse
| Pos | Coureur            | Merk                | Ptn     |
| --- | ------------------ | ------------------- | ------- |
| 1   | Enrico Lorenzetti  | Moto Guzzi          | 28 (34) |
| 2   | Fergus Anderson    | Moto Guzzi          | 24      |
| 3   | Les Graham         | Benelli / Velocette | 11      |
| 4   | Maurice Cann       | Moto Guzzi          | 10      |
| 5   | Rudi Felgenheier   | DKW                 | 8       |
| 6   | Bruno Ruffo        | Moto Guzzi          | 7       |
| 7   | Hein Thorn-Prikker | Moto Guzzi          | 6       |
| 7   | Werner Haas        | NSU                 | 6       |
| 9   | Alano Montanari    | Moto Guzzi          | 6       |
| 10  | Syd Lawton         | Moto Guzzi          | 4       |
| 10  | Hermann Gablenz    | Horex               | 4       |

(Punten tussen haakjes zijn inclusief streepresultaten)

## 125cc-klasse
De 125cc-race in Monza werd verrassend gewonnen door Emilio Mendogni met zijn Moto Morini, maar het was een close finish met Carlo Ubbiali (Mondial) en Les Graham (MV Agusta) binnen één seconde. Cecil Sandford viel uit, maar hij had de wereldtitel al binnengehaald. Ubbiali was nu ook zeker van zijn tweede plaats in de eindstand, maar om de derde plaats moest nog worden gestreden: die werd nu gedeeld door Mendogni, Werner Haas en Luigi Zinzani.
| Pos | Coureur             | Merk        | Ronden | Tijd    | Punten |
| --- | ------------------- | ----------- | ------ | ------- | ------ |
| 1   | Emilio Mendogni     | Moto Morini | 16     | 44"30'2 | 8      |
| 2   | Carlo Ubbiali       | Mondial     | 16     | +0'3    | 6      |
| 3   | Les Graham          | MV Agusta   | 16     | +0'6    | 4      |
| 4   | Luigi Zinzani       | Moto Morini |        |         | 3      |
| 5   | Guido Sala          | MV Agusta   |        |         | 2      |
| 6   | Hubert Luttenberger | NSU         |        |         | 1      |
| 7   | Werner Haas         | NSU         |        |         |        |
| 8   | Nello Pagani        | Mondial     |        |         |        |
| 9   | Alex Mayer          | Mondial     |        |         |        |
| 10  | B. Falconi          | MV Agusta   |        |         |        |
| 11  | Federico Bettoni    | MV Agusta   |        |         |        |

| Coureur          | Merk      | Oorzaak    |
| ---------------- | --------- | ---------- |
| Bill Lomas       | MV Agusta |            |
| Cecil Sandford   | MV Agusta |            |
| Angelo Copeta    | MV Agusta |            |
| Massimo Genevini | MV Agusta |            |
| Roberto Colombo  | NSU       |            |
| Romolo Ferri     | Morini    | Ontsteking |

| Coureur             | Merk      |
| ------------------- | --------- |
| Hermann Paul Müller | Mondial   |
| Ashley Len Parry    | Mondial   |
| Charlie Salt        | MV Agusta |
| Cromie McCandless   | Mondial   |
| Frank Burman        | EMC-Puch  |
| Lo Simons           | Mondial   |

### Top tien tussenstand 125cc-klasse
| Pos | Coureur                         | Merk      | Ptn     |
| --- | ------------------------------- | --------- | ------- |
| 1   | Cecil Sandford (wereldkampioen) | MV Agusta | 28 (32) |
| 2   | Carlo Ubbiali                   | Mondial   | 18 (24) |
| 3   | Werner Haas                     | NSU       | 8       |
| 3   | Luigi Zinzani                   | Morini    | 8       |
| 3   | Emilio Mendogni                 | Morini    | 8       |
| 6   | Angelo Copeta                   | MV Agusta | 7       |
| 7   | Bill Lomas                      | MV Agusta | 6       |
| 8   | Guido Sala                      | MV Agusta | 5       |
| 9   | Ashley Len Parry                | Mondial   | 4       |
| 9   | Charlie Salt                    | MV Agusta | 4       |
| 9   | Les Graham                      | MV Agusta | 4       |

## Zijspanklasse
Er waren enkele wisselingen in de Watsonian-zijspannen die aan de Nortons waren gemonteerd. Cyril Smith had Bob Clements vervangen door Less Nutt en Jacques Drion ging een (in de toekomst) tamelijk succesvolle samenwerking aan met de 22-jarige Duitse Inge Stoll, die het vak in het zijspan van haar vader had geleerd. Lorenzo Dobelli zat voor de tweede keer sinds zijn beenbreuk vroeg in het seizoen weer in het zijspan van Eric Oliver, maar zij moesten de race opgeven. Ernesto Merlo/Dino Magri wonnen de race met bijna een minuut voorsprong op Smith/Nutt. Dat was belangrijk, want zo hielden ze punten weg bij de Britten, want eerste rijder bij Gilera Albino Milani werd op bijna twee minuten gereden. Drion/Stoll werden vierde. Daarmee werd Inge Stoll de tweede vrouw die WK-punten op haar naam kreeg. De eerste was Marie Mühlemann in 1950 geweest. Zij werd in het zijspan van haar man nu tiende. In de tussenstand behield Smith de leiding, maar Milani en Merlo maakten ook nog kans op de titel, die in de GP van Spanje moest worden beslist.
| Pos | Coureur         | Bakkenist         | Merk          | Ronden | Tijd    | Punten |
| --- | --------------- | ----------------- | ------------- | ------ | ------- | ------ |
| 1   | Ernesto Merlo   | Dino Magri        | Gilera        | 16     | 40"57'4 | 8      |
| 2   | Cyril Smith     | Les Nutt          | Norton        | 16     | +57'8   | 6      |
| 3   | Albino Milani   | Giuseppe Pizzocri | Gilera        | 16     | +1"46'2 | 4      |
| 4   | Jacques Drion   | Inge Stoll        | Norton        |        |         | 3      |
| 5   | Marcel Masuy    | Denis Jenkinson   | Norton        |        |         | 2      |
| 6   | Len Taylor      | Peter Glover      | Norton        |        |         | 1      |
| 7   | Giovanni Carrù  | Onbekend          | Carrù-Triumph |        |         |        |
| 8   | Jean Murit      | André Emo         | Norton        |        |         |        |
| 9   | Julien Deronne  | Bruno Leys        | Norton        |        |         |        |
| 10  | Fritz Mühlemann | Marie Mühlemann   | Triumph       |        |         |        |
| 11  | Del Corno       | Onbekend          | Moto Guzzi    |        |         |        |
| 12  | B. Prati        | Onbekend          | Moto Guzzi    |        |         |        |

| Coureur        | Bakkenist       | Merk       | Oorzaak |
| -------------- | --------------- | ---------- | ------- |
| Guido Galbiati | Onbekend        | Moto Guzzi |         |
| Luigi Marcelli | Onbekend        | Onbekend   |         |
| Hofstetteber   | Onbekend        | Onbekend   |         |
| Eric Oliver    | Lorenzo Dobelli | Norton     | Opgave  |

| Coureur          | Bakkenist    | Merk   |
| ---------------- | ------------ | ------ |
| Ferdinand Aubert | René Aubert  | Norton |
| Otto Schmid      | Otto Kölle   | Norton |
| Rudolf Koch      | Adolf Flach  | BMW    |
| Wilhelm Noll     | Fritz Cron   | BMW    |
| René Bétemps     | André Drivet | Norton |

### Top tien tussenstand zijspanklasse
| Pos | Coureur          | Bakkenist                       | Merk   | Ptn |
| --- | ---------------- | ------------------------------- | ------ | --- |
| 1   | Cyril Smith      | Bob Clements / Les Nutt         | Norton | 24  |
| 2   | Albino Milani    | Giuseppe Pizzocri               | Gilera | 18  |
| 3   | Ernesto Merlo    | Dino Magri                      | Gilera | 17  |
| 4   | Jacques Drion    | Bob Onslow / Inge Stoll-Laforge | Norton | 12  |
| 5   | Marcel Masuy     | Denis Jenkinson                 | Norton | 9   |
| 6   | Eric Oliver      | Stanley Price / Lorenzo Dobelli | Norton | 8   |
| 7   | Ferdinand Aubert | René Aubert                     | Norton | 3   |
| 8   | Julien Deronne   | Edouard Texidor / Bruno Leys    | Norton | 2   |
| 9   | Jean Murit       | André Emo                       | Norton | 1   |
| 9   | Wilhelm Noll     | Fritz Cron                      | BMW    | 1   |
| 9   | Len Taylor       | Peter Glover                    | Norton | 1   |

1922 · 1923 · 1924 · 1925 · 1926 · 1927 · 1928 · 1929 · 1930 · 1931 · 1932 · 1933 · 1934 · 1935 · 1936 · 1937 · 1938 · 1939 · 1947 · 1948 · 1949 · 1950 · 1951 · 1952 · 1953 · 1954 · 1955 · 1956 · 1957 · 1958 · 1959 · 1960 · 1961 · 1962 · 1963 · 1964 · 1965 · 1966 · 1967 · 1968 · 1969 · 1970 · 1971 · 1972 · 1973 · 1974 · 1975 · 1976 · 1977 · 1978 · 1979 · 1980 · 1981 · 1982 · 1983 · 1984 · 1985 · 1986 · 1987 · 1988 · 1989 · 1990